# Ignacio Delgado
Ignacio Clemente Delgado Cebrián (Villafeliche, província de Saragossa, 22 de novembre de 1762 - Kien Lao (Vietnam), 12 de juliol de 1838) fou un frare dominic espanyol, missioner i màrtir al Vietnam. Canonitzat el 1988 per Joan Pau II, és venerat com a sant per l'Església Catòlica.

## Biografia

### Primers anys
Fill de Francisco-Ignacio Delgado Asensio i de Teresa Cebrián Melús, Ignacio va néixer a Villafeliche al si d'una família de profundes conviccions religioses. Estava emparentat, per part de pare, amb l'il·lustre carmelita Domingo Ruzola López i, per part de mare, amb el sacerdot i escriptor Baltasar Gracián.
El 1781 va ingressar al convent dels dominics de Calataiud (Saragossa) i, el 1784, al Patriarcal Col·legi de Nostra Senyora del Socors (Oriola), on s'allistà a les missions de la Província del Rosari, a les Filipines. Després d'embarcar el 19 de setembre del 1784 a Puerto Real (Cadis) i passar per Puerto Rico, L'Havana, Veracruz, Ciutat de Mèxic, Acapulco i les Illes Marianes, Delgado arribà al port de Cavite, a la badia de Manila, el 9 de juliol del 1786. Hi entrà al convent dominic, on acabà els estudis i fou ordenat sacerdot.

### Apostolat a Àsia
El 27 d'agost del 1788, fou escollit entre quinze voluntaris, juntament amb el pare Francisco Albán, per anar a evangelitzar Tonquín (Vietnam). Ambdós se n'anaren el 13 de novembre i l'11 de desembre següent desembarcaren a Macau. Albán, malalt, tornà a Manila poc després. El pare Delgado continuà el camí el 20 de gener del 1790, però el capità de l'embarcació el va portar només fins a la Cotxinxina i des d'allí hagué de prosseguir fins a Malaca. Pensant ja de tornar-se'n a Manila, pogué arribar fins a Macau i el 16 de juliol hi va trobar tres frares dominics, els pares Henares, Vidal i Gatillepa, amb els quals arribà a Tonquín el 29 d'octubre del 1790. S'hi trobaren amb els sacerdots que hi vivien, els pares Alonso, Benito i Cortés: eren els primers missioners occidentals que arribaven a Tonquín en els últims vint anys.
Delgado aprengué la llengua local a Trung Lĩnh i es dedicà a l'apostolat i al proselitisme de la fe catòlica. El vicari provincial, Feliciano Alonso, li lliurà la direcció del seminari i la procuració de la missió i el nomenà provicari apostòlic: si moria abans que l'orde nomenés successor, la missió no es quedaria sense lideratge.
El 6 d'abril del 1794, Ignacio Delgado fou nomenat bisbe titular coadjutor de Melipotamos (antiga seu cretenca, que constituïa un títol merament honorífic) i fou consagrat per Feliciano Alonso el 20 de setembre del 1795. Ocuparen tots dos la seu episcopal durant gairebé quatre anys, temps durant el qual patiren les persecucions contra els cristians. El 2 de febrer del 1799, succeí Alonso com a vicari apostòlic i governà la seu durant gairebé quaranta anys, fins al dia de la seva mort, el 1838.

### Martiri i mort
Fou empresonat el 29 de maig del 1838 a Kiên Lao, lloc on vivien més de 5.000 cristians i on havia trobat refugi el 22 d'abril. A les 11 del matí del 30 de maig, fou encadenat i entrà a la presó de la província amb una escorta de 400 guerrers reials. Fou condemnat, l'11 de juny, a la pena de decapitació. La matinada del 12 de juliol, però, va morir víctima de la disenteria a la gàbia on el tenien tancat. Al migdia, arrossegaren la seva despulla per la ciutat i la decapitaren. El cap va ser exposat durant tres dies com a escarment per als cristians i després fou llançat al riu on, diu la tradició, un pescador el trobà.
Fou enterrat al mateix lloc del suplici. Les seves restes foren portades a Bùi Chu.